# Gesetz von Stokes
Das Gesetz von Stokes, nach George Gabriel Stokes, beschreibt die Abhängigkeit der Reibungskraft sphärischer Körper von verschiedenen Größen:
{\displaystyle F_{\mathrm {R} }=6\pi \cdot r\cdot \eta \cdot v}
mit
- {\displaystyle r}: Partikelradius (bei nichtsphärischen Körpern wird als Näherung anstatt des Partikelradius die Hälfte eines geeigneten Äquivalentdurchmessers verwendet.)
- {\displaystyle \eta }: dynamische Viskosität des Fluids, in dem sich das Partikel befindet
- {\displaystyle v}: Partikelgeschwindigkeit (die Reibungskraft wirkt entgegengesetzt der Geschwindigkeit).

Das Gesetz von Stokes wird u. a. beim Millikan-Versuch und in der Stokes-Einstein-Gleichung benötigt. 
Mit der hierauf aufbauenden Stokesschen Gleichung kann man die Sedimentationsgeschwindigkeit eines solchen Partikels berechnen.

## Cunningham-Korrektur
Sind die in einem Gas sinkenden Kugeln so klein, dass sie sich in der gleichen Größenordnung wie die mittlere freie Weglänge {\displaystyle \lambda } der Gasmoleküle befinden, so wird die normale Formel ungenau. Dies kann durch die Cunningham-Korrektur behoben werden, die im Jahr 1910 vom britischen Mathematiker Ebenezer Cunningham abgeleitet wurde:
{\displaystyle F_{\mathrm {R} }={\frac {6\pi \cdot r\cdot \eta \cdot v}{1+{\frac {\lambda }{r}}\left(A_{1}+A_{2}\cdot e^{-A_{3}{\frac {r}{\lambda }}}\right)}}}
mit:
- {\displaystyle A_{n}} : experimentell bestimmte Konstanten, wobei für Luft ({\displaystyle \lambda }= 68 nm bei Standardbedingungen) gilt:[2]
  - {\displaystyle A_{1}=1{,}257}
  - {\displaystyle A_{2}=0{,}400}
  - {\displaystyle A_{3}=1{,}10}

Als Näherung kann für Luft auch der folgende Zusammenhang verwendet werden:
{\displaystyle F_{\mathrm {R} }\approx {\frac {6\pi \cdot r\cdot \eta \cdot v}{1+1{,}63{\frac {\lambda }{r}}}}}